# Голубев, Дмитрий Иванович
 Дмитрий Иванович Голубев (21 августа 1900 года, д. Вымстово, Костромская губерния, Российская империя — умер после 1951 года, Таганрог, Ростовская область, РСФСР, СССР) — советский военачальник, полковник (1941).

## Биография
Родился 21 августа 1900 года в д. Вымстово, ныне несуществующая деревня находилась на территории нынешнего Прискоковского сельского поселения Красносельского района Костромской области. Русский. Работал пильщиком на лесоразработке Яковлевских текстильных фабрик в городе Кострома. С июня 1918 года состоял в отряде по ликвидации бандитизма в Ярославской губернии.

### Военная служба

#### Гражданская война
27 июня 1919 года был призван в РККА и зачислен в маршевую роту в Костроме. В июле убыл с ней на Южный фронт в 319-й стрелковый полк, где воевал с деникинскими войсками на Дону. В бою под станицей Луховской на реке Хопер 16 октября попал в плен. В течение 27 дней содержался в тюрьме в городе Каменск, затем был направлен на сельскохозяйственные работы. 28 декабря бежал и вышел в расположение Красной Армии. Был зачислен в 36-ю стрелковую дивизию, с которой участвовал в освобождении г. Каменск. Затем заболел тифом и был оставлен в городе в местной караульной команде, где исполнял должности помощника командира и командира взвода. С июня по октябрь 1920 года командовал взводом в караульном батальоне по охране патронного завода в городе Луганск, затем служил в запасном полку в г. Кострома. В мае — октябре
1921 года в составе оперативной группы по ликвидации бандитизма в Варнавинском уезде Костромской губернии участвовал в ликвидации банды Калмыкова. Затем исполнял должность уполномоченного политбюро Варнавинского уезда, а с февраля 1922 года — инструктора допризывной подготовки Костромского районного военного спортивного центра.

#### Межвоенные годы
В послевоенный период с августа 1922 года служил в 6-й стрелковой дивизии МВО командиром взвода 16-го стрелкового полка и дивизионной школы, с января 1924 года — пом. командира роты 18-го стрелкового полка. С сентября 1924 года по был курсантом Рязанской пехотной школы им. К. Е. Ворошилова. В 1926 году вступил в ВКП(б). С сентября 1927 года, по окончании школы, служил помощником командира роты в 251-м стрелковом полку 84-й стрелковой дивизии в городе Тула. С сентября 1929 года по июнь 1930 года проходил подготовку на Военно-политических курсах им. В. И. Ленина, затем был назначен командиром и политруком роты 52-го Ярославского стрелкового полка 18-й стрелковой дивизии. С января 1932 года командовал ротой в 8-м стрелковом территориальном батальоне 3-го Рязанского территориального полка в города Скопин, а с февраля 1935 года — батальоном в 41-м стрелковом полку в городе Муром. В январе 1936 года переведен в Рязанскую пехотную школу им. К. Е. Ворошилова, где исполнял должности командира роты тяжелого оружия, преподавателя тактики и командира батальона курсантов. В том же году прошел трехмесячный курс обучения на курсах «Выстрел». 19 февраля 1940 года назначен начальником Звенигородских стрелково-пулеметных КУКС запаса, а в ноябре переведен заместителем начальника Подольского стрелково-пулеметного училища.

#### Великая Отечественная война
11 июля 1941 года полковник Голубев был назначен начальником Новоград-Волынского пехотного училища в городе Ярославль. 9 января 1943 года переведен командиром 134-й отдельной стрелковой бригады, формировавшейся в Юж.-Ур-ВО. В апреле бригада убыла на фронт. В мае в городе Зубцов Калининской области в составе 68-й армии резерва ВГК на базе 134-й и 148-й стрелковых бригад была сформирована 157-я стрелковая дивизия, а полковник Голубев назначен ее командиром. С 4 июня он исполнял должность заместителя командира этой дивизии. 11 июля 1943 года Голубев за злоупотребление служебным положением был отстранен от должности с преданием суду Военного трибунала. В октябре, в связи с прекращением дела, он был назначен заместителем командира 88-й стрелковой дивизии. В ноябре дивизия была включена в 31-ю армию Западного фронта и находилась в обороне северо-восточнее Орши. 12 января 1944 года полковник Голубев допущен к командованию 95-й стрелковой дивизией, которая в составе 33-й армии вела бои в районе Витебска. С 21 февраля она была выведена в резерв Ставки ВГК и переброшена на ст. Старица Калининской области. С 29 мая дивизия была включена в состав 2-го Белорусского фронта. 17 июня 1944 года, накануне Могилевской наступательной операции, при подрыве машины на мине полковник Голубев получил тяжелое ранение и до 26 октября находился в госпитале. После выздоровления был признан ВВК ограниченно годным к военной службе 2-й ст. и в ноябре 1944 года назначен начальником Урюпинского пехотного училища.

#### Послевоенное время
После войны продолжал руководить училищем. 23 мая 1946 года полковник Голубев уволен в запас по болезни.
В дальнейшем жил в городе Таганрог и работал заведующим военным отделом горкома ВКП(б), затем председателем горкома ДОСААФ.

## Награды
- орден Ленина (21.02.1945)[3][4]
- орден Красного Знамени (03.11.1944)[5][4]
- орден Отечественной войны I степени (02.08.1945)[6]
- орден Отечественной войны II степени (06.08.1946)[7]
  - медали в том числе:
  - «XX лет Рабоче-Крестьянской Красной Армии» (1938)[6]
  - «За оборону Москвы» (1944)[8]
  - «За победу над Германией в Великой Отечественной войне 1941—1945 гг.» (1945)